# Asianellus
Asianellus là một chi nhện trong họ Salticidae.

## Hình ảnh

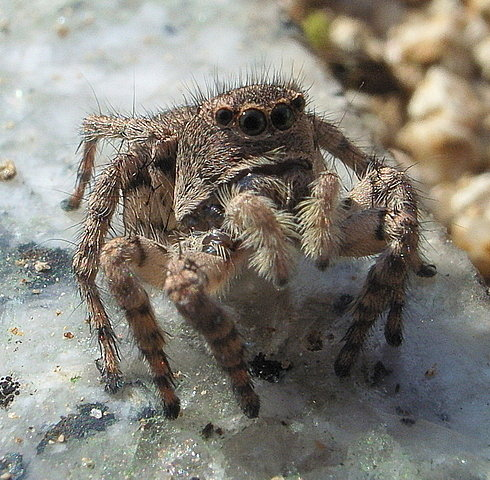
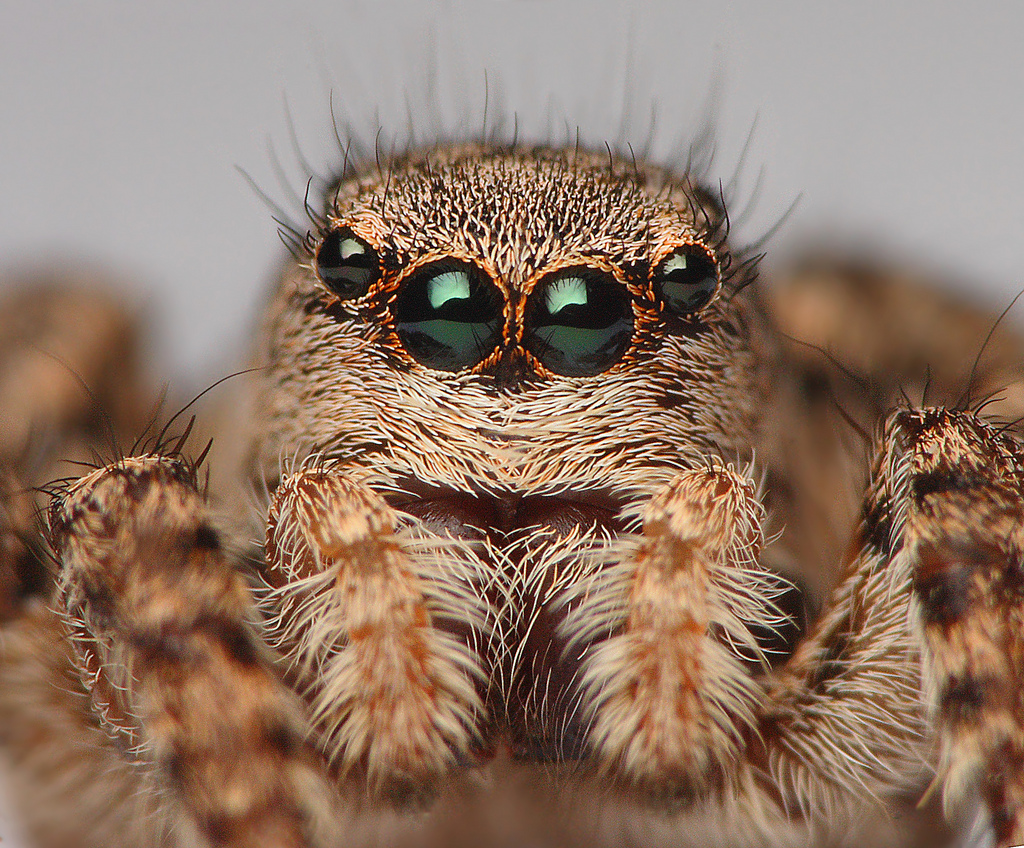